# Isactinernus
Isactinernus is een geslacht van zeeanemonen uit de klasse van de Anthozoa (bloemdieren).

## Soort
- Isactinernus quadrilobatus Carlgren, 1918